# Замежная
Замежная (коми Замежнӧй) — село в Усть-Цилемском районе Республики Коми России. Административный центр сельского поселения Замежная.

## История
Замежная была основана в 1858 году. В «Списке населенных мест Российской империи», изданном в 1861 году, населённый пункт упомянут как деревня Замежье Мезенского уезда (2-го стана), при реке Пижме, расположенная в 741 версте от уездного города Мезень. В деревне насчитывалось 22 двора и проживал 151 человек (61 мужчина и 90 женщин).
По состоянию на 1920 год, в селе Замежном имелось 74 двора и проживало 312 человек (158 мужчин и 154 женщины). В административном отношении деревня являлась центром Замежского общества Пижемской волости Печорского уезда.

## География
Село находится в северо-западной части Республики Коми, преимущественно на левом берегу реки Пижма, на расстоянии примерно 43 километров (по прямой) к юго-юго-западу (SSW) от села Усть-Цильма, административного центра района. Абсолютная высота — 59 метров над уровнем моря.

### Часовой пояс
Замежная, как и вся Республика Коми, находится в часовой зоне МСК (московское время). Смещение применяемого времени относительно UTC составляет +3:00.

## Население
| 2010 |
| ---- |
| 674  |

Гендерный состав
По данным Всероссийской переписи населения 2010 года в гендерной структуре населения мужчины составляли 47,9 %, женщины — соответственно 52,1 %.
Национальный состав
Согласно результатам переписи 2002 года, в национальной структуре населения русские составляли 93 % из 756 чел.

## Инфраструктура
В селе функционируют средняя общеобразовательная школа, детский сад, врачебная амбулатория(структурное подразделение Усть-Цилемской ЦРБ), культурный центр, библиотека и отделение Почты России.

## Улицы
Уличная сеть села состоит из 16 улиц и 5 переулков.

## Достопримечательности
- Старообрядческая моленная (Древлеправославная Поморская Церковь)

## Носители русской эпической традиции, сказители былин

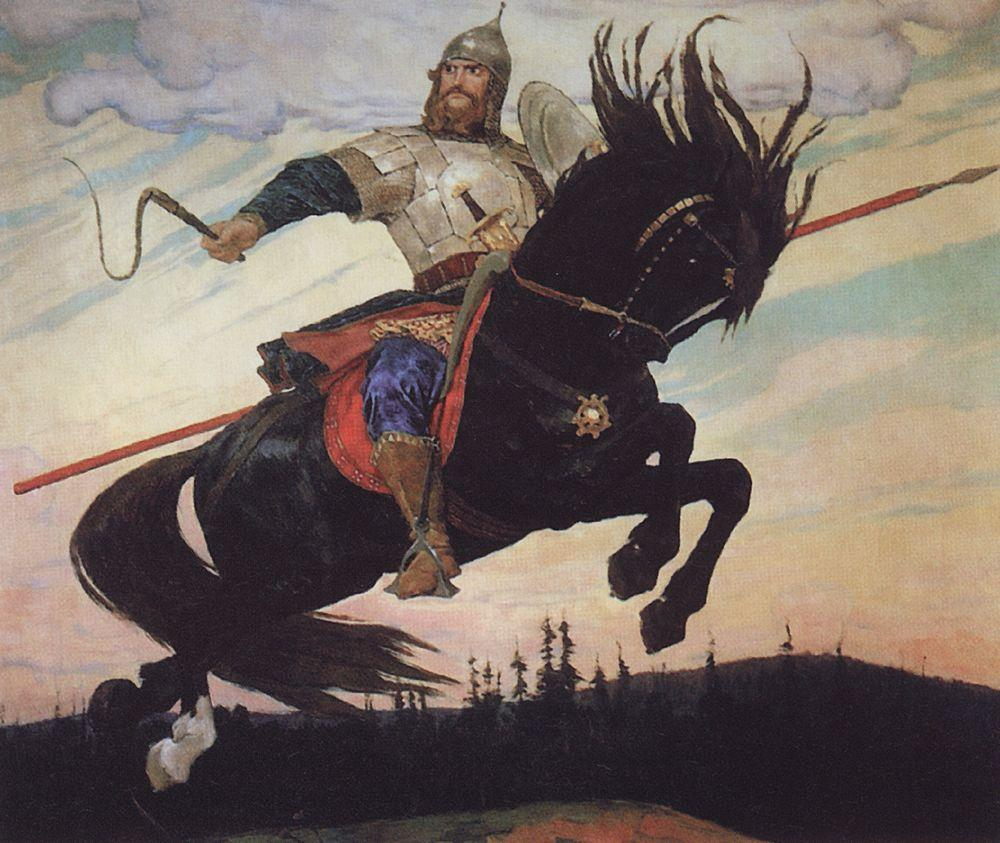
Герой многих былин - Илья Муромец. Картина В.М. Васнецова (1914 г.)

Былины в селе Замежное (Замег) и других сёлах Печёры были записаны российским фольклористом, этнографом Н.Е. Онучковым в 1901 году. В своём труде "Печорские былины", изданном в 1904 году он не только записал сами былины, но и подробно описал характеры, образ жизни самих сказителей и характер исполнения ими былин. В Замежном былины были записаны от Чуркиной Федосьи Емельяновны. От неё записано пять былин («Застава богатырская (Илья Муромец и Сокольник»,«Илья Муромец в опале»,«Олеша Попович и сестра братьев Долгополых»,«Васька Игнатьев»,«Скопин»)